# Placodes senegalensis
Placodes senegalensis är en skalbaggsart som först beskrevs av Gustaf von Paykull 1811.  Placodes senegalensis ingår i släktet Placodes och familjen stumpbaggar. Inga underarter finns listade i Catalogue of Life.